# Mittelstreu
Mittelstreu ist ein Gemeindeteil der Gemeinde Oberstreu im unterfränkischen Landkreis Rhön-Grabfeld in Bayern.

## Lage
Das Pfarrdorf liegt südwestlich von Oberstreu und nordöstlich von Unsleben am Fluss Streu. Bis zum Bau einer Ortsumgehung im Jahr 2010 führte die Staatsstraße 2445 durch den Ort.

## Name

### Etymologie
Der Name Mittelstreu leitet sich vom den Ort durchfließenden Fluss Streu ab, welcher der Fränkischen Saale bei Heustreu zufließt. Der Zusatz Mittel sollte das Dorf von gleichnamigen, nordöstlich und südwestlich liegenden Orten unterscheiden.

### Frühere Schreibweise
Eine frühere Schreibweisen des Ortes aus diversen historischen Karten und Urkunden war:
- 1256 Mittelnstew

## Geschichte
1874 wurde die
 Eisenbahnstrecke nach Meiningen an dem Ort im Westen vorbei gebaut. Dabei wurde die Lochmühle dem Bahndamm geopfert.  Weiterhin mussten Quellen am Fuß des Eiersberg neu organisiert werden (Mittelmühle). Das führte zum Bau des Wasserwerkes von 1906. Am 1. Mai 1978 wurde die bis dahin selbständige Gemeinde in die Nachbargemeinde Oberstreu eingegliedert.

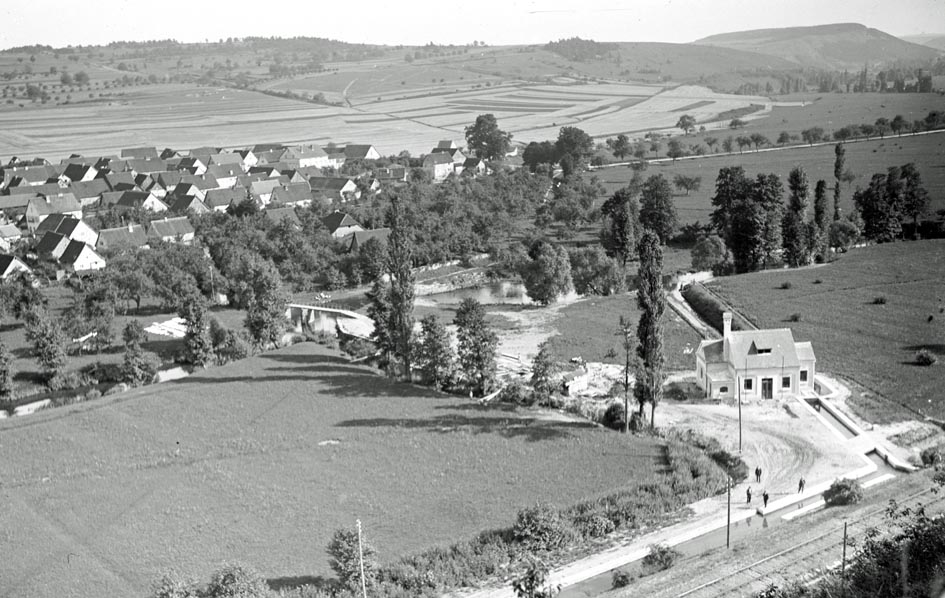
Mittelstreu fotografiert von Anton Tretter um 1900

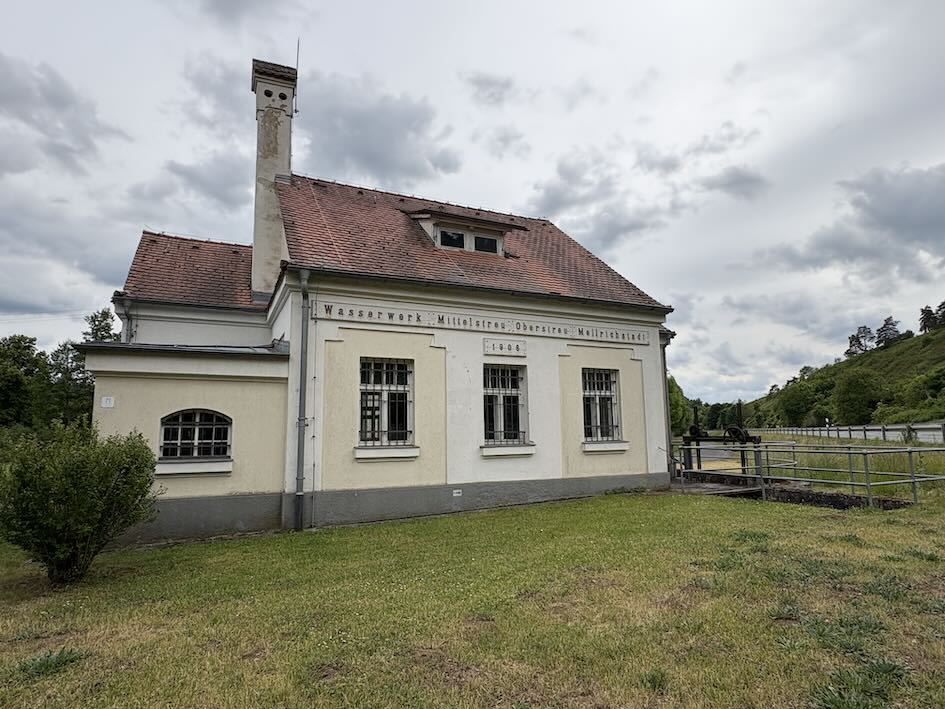
Das Wasserwerk von 1906

## Vereine
- Trachtenkapelle Mittelstreu
- Turn- und Sportverein Mittelstreu
- Hühnerbude Mittelstreu
- Kolping Mittelstreu
- FC Ober-Mittelstreu
- Freiwillige Feuerwehr Mittelstreu

## Persönlichkeiten
- Francis Johannes (1874–1937), römisch-katholischer Bischof von Leavenworth (Kansas), geboren in Mittelstreu
- Josef Hesselbach (1931–2025), Agrarwissenschaftler und Hochschullehrer, verbrachte seine Ruhestand in Mittelstreu